# Snowboard-Weltcup 2021/22
Der Snowboard-Weltcup 2021/22 war eine von der FIS organisierte Wettkampfserie, die am 23. Oktober 2021 in Chur begann und am 27. März 2022 in Silvaplana endete. Ausgetragen wurden Wettbewerbe in den Disziplinen Parallelslalom, Parallel-Riesenslalom, Snowboardcross, Halfpipe, Slopestyle und Big Air.
Höhepunkt der Saison waren die Olympischen Winterspiele 2022 in Peking, deren Ergebnisse nicht mit in die Weltcupwertungen einflossen.

## Männer

### Weltcupwertungen

#### Parallelrennen
| Rang | Name               | Punkte |
| ---- | ------------------ | ------ |
| 01   | Lee Sang-ho        | 604    |
| 02   | Stefan Baumeister  | 506    |
| 03   | Edwin Coratti      | 408    |
| 04   | Andreas Prommegger | 383    |
| 05   | Dmitri Loginow     | 326    |
| 06   | Tim Mastnak        | 324    |
| 07   | Roland Fischnaller | 312    |
| 08   | Benjamin Karl      | 301    |
| 09   | Mirko Felicetti    | 272    |
| 10   | Alexander Payer    | 268    |

| Rang | Name               | Punkte |
| ---- | ------------------ | ------ |
| 01   | Stefan Baumeister  | 384    |
| 02   | Lee Sang-ho        | 359    |
| 03   | Tim Mastnak        | 286    |
| 04   | Dmitri Loginow     | 252    |
| 05   | Mirko Felicetti    | 219    |
| 06   | Edwin Coratti      | 208    |
| 07   | Roland Fischnaller | 207    |
| 08   | Dario Caviezel     | 194    |
| 09   | Benjamin Karl      | 156    |
| 10   | Alexander Payer    | 138    |

| Rang | Name               | Punkte |
| ---- | ------------------ | ------ |
| 01   | Andreas Prommegger | 266    |
| 02   | Lee Sang-ho        | 245    |
| 03   | Arvid Auner        | 201    |
| 04   | Edwin Coratti      | 200    |
| 05   | Benjamin Karl      | 145    |
| 06   | Alexander Payer    | 130    |
| 07   | Stefan Baumeister  | 122    |
| 08   | Lukas Mathies      | 118    |
| 09   | Aaron March        | 108    |
| 10   | Roland Fischnaller | 105    |

#### Snowboardcross
| Rang | Name                | Punkte |
| ---- | ------------------- | ------ |
| 01   | Martin Nörl         | 460    |
| 02   | Alessandro Hämmerle | 386    |
| 03   | Jakob Dusek         | 370    |
| 05   | Éliot Grondin       | 347    |
| 04   | Lorenzo Sommariva   | 296    |
| 07   | Merlin Surget       | 266    |
| 06   | Cameron Bolton      | 233    |
| 08   | Glenn de Blois      | 209    |
| 09   | Lucas Eguibar       | 202    |
| 10   | Julian Lüftner      | 168    |

#### Freestyle
| Rang | Name                | Punkte |
| ---- | ------------------- | ------ |
| 01   | Mons Røisland       | 253    |
| 02   | Tiarn Collins       | 251    |
| 03   | Ayumu Hirano        | 250    |
| 04   | Leon Vockensperger  | 224    |
| 05   | Valentino Guseli    | 220    |
| 06   | Ruka Hirano         | 206    |
| 07   | Su Yiming           | 202    |
| 08   | Niek van der Velden | 170    |
| 09   | Marcus Kleveland    | 162    |
| 10   | Jan Scherrer        | 160    |

| Rang | Name             | Punkte |
| ---- | ---------------- | ------ |
| 01   | Ayumu Hirano     | 250    |
| 02   | Ruka Hirano      | 206    |
| 03   | Jan Scherrer     | 160    |
| 04   | Shaun White      | 114    |
| 05   | Yūto Totsuka     | 111    |
| 06   | Lucas Forster    | 105    |
| 07   | Kaishu Hirano    | 100    |
| 08   | Raibu Katayama   | 091    |
| 09   | André Höflich    | 082    |
| 10   | Patrick Burgener | 066    |

| Rang | Name                | Punkte |
| ---- | ------------------- | ------ |
| 01   | Tiarn Collins       | 236    |
| 02   | Leon Vockensperger  | 181    |
| 03   | Mons Røisland       | 173    |
| 04   | Valentino Guseli    | 155    |
| 05   | Sébastien Toutant   | 145    |
| 06   | Luke Winkelmann     | 134    |
| 07   | William Mathisen    | 127    |
| 08   | Niek van der Velden | 125    |
| 09   | Nicolas Huber       | 123    |
| 10   | Marcus Kleveland    | 122    |

| Rang | Name             | Punkte |
| ---- | ---------------- | ------ |
| 01   | Su Yiming        | 100    |
| 02   | Jonas Boesiger   | 100    |
| 03   | Rene Rinnekangas | 098    |
| 04   | Clemens Millauer | 080    |
| 05   | Mons Røisland    | 080    |
| 06   | Mark McMorris    | 077    |
| 07   | Sven Thorgren    | 060    |
| 08   | Brock Crouch     | 052    |
| 09   | Hiroaki Kunitake | 052    |
| 10   | Max Parrot       | 050    |

### Wettbewerbe

#### Parallelrennen
| Datum      | Ort               | Disziplin             | 1. Platz                                                                   | 2. Platz                                                                   | 3. Platz                                                                   |
| ---------- | ----------------- | --------------------- | -------------------------------------------------------------------------- | -------------------------------------------------------------------------- | -------------------------------------------------------------------------- |
| 11.12.2021 | Bannoje           | Parallel-Riesenslalom | Lee Sang-ho                                                                | Stefan Baumeister                                                          | Andrei Sobolew                                                             |
| 12.12.2021 | Bannoje           | Parallelslalom        | Andreas Prommegger,                                                        | Lee Sang-ho                                                                | Arvid Auner                                                                |
| 16.12.2021 | Carezza           | Parallel-Riesenslalom | Stefan Baumeister                                                          | Dmitri Loginow                                                             | Edwin Coratti                                                              |
| 17.12.2021 | Cortina d’Ampezzo | Parallel-Riesenslalom | Dario Caviezel                                                             | Lee Sang-ho                                                                | Roland Fischnaller                                                         |
| 08.01.2022 | Scuol             | Parallel-Riesenslalom | Dmitri Loginow                                                             | Stefan Baumeister                                                          | Lee Sang-ho                                                                |
| 11.01.2022 | Bad Gastein       | Parallelslalom        | Arvid Auner                                                                | Benjamin Karl                                                              | Alexander Payer                                                            |
| 14.01.2022 | Simonhöhe         | Parallel-Riesenslalom | Stefan Baumeister                                                          | Tim Mastnak                                                                | Roland Fischnaller                                                         |
| 26.02.2022 | Moskau            | Parallelslalom        | Wettbewerb aufgrund des Russischen Überfalls auf die Ukraine 2022 abgesagt | Wettbewerb aufgrund des Russischen Überfalls auf die Ukraine 2022 abgesagt | Wettbewerb aufgrund des Russischen Überfalls auf die Ukraine 2022 abgesagt |
| 12.03.2022 | Piancavallo       | Parallelslalom        | Marc Hofer                                                                 | Edwin Coratti                                                              | Lee Sang-ho                                                                |
| 16.03.2022 | Rogla             | Parallel-Riesenslalom | Edwin Coratti                                                              | Oskar Kwiatkowski                                                          | Tim Mastnak                                                                |
| 19.03.2022 | Berchtesgaden     | Parallelslalom        | Edwin Coratti Andreas Prommegger                                           |                                                                            | Lee Sang-ho                                                                |

#### Snowboardcross
| Datum      | Ort                  | 1. Platz            | 2. Platz            | 3. Platz            |
| ---------- | -------------------- | ------------------- | ------------------- | ------------------- |
| 28.11.2021 | Secret Garden        | Alessandro Hämmerle | Omar Visintin       | Nick Baumgartner    |
| 10.12.2021 | Montafon             | Alessandro Hämmerle | Nick Baumgartner    | Umito Kirchwehm     |
| 18.12.2020 | Cervinia             | Jakob Dusek         | Éliot Grondin       | Lucas Eguibar       |
| 08.01.2022 | Krasnojarsk          | Martin Nörl         | Merlin Surget       | Julian Lüftner      |
| 09.01.2022 | Krasnojarsk          | Martin Nörl         | Jakob Dusek         | Éliot Grondin       |
| 22.01.2022 | Chiesa in Valmalenco | Wettbewerb abgesagt | Wettbewerb abgesagt | Wettbewerb abgesagt |
| 29.01.2022 | Cortina d’Ampezzo    | Martin Nörl         | Alessandro Hämmerle | Cameron Bolton      |
| 26.02.2022 | Mont Sainte-Anne     | Wettbewerb abgesagt | Wettbewerb abgesagt | Wettbewerb abgesagt |
| 12.03.2022 | Reiteralm            | Lorenzo Sommariva   | Jakob Dusek         | Kalle Koblet        |
| 20.03.2022 | Veysonnaz            | Éliot Grondin       | Merlin Surget       | Léo Le Blé Jaques   |

#### Halfpipe
| Datum      | Ort              | 1. Platz     | 2. Platz     | 3. Platz      |
| ---------- | ---------------- | ------------ | ------------ | ------------- |
| 11.12.2021 | Copper Mountain  | Ruka Hirano  | Jan Scherrer | Yūto Totsuka  |
| 08.01.2022 | Mammoth Mountain | Ayumu Hirano | Ruka Hirano  | André Höflich |
| 15.01.2022 | Laax             | Ayumu Hirano | Jan Scherrer | Shaun White   |

#### Slopestyle
| Datum      | Ort              | 1. Platz           | 2. Platz            | 3. Platz         |
| ---------- | ---------------- | ------------------ | ------------------- | ---------------- |
| 01.01.2022 | Calgary          | Sébastien Toutant  | Mons Røisland       | Luke Winkelmann  |
| 08.01.2022 | Mammoth Mountain | Redmond Gerard     | Niek van der Velden | Tiarn Collins    |
| 15.01.2022 | Laax             | Sean Fitzsimons    | Ståle Sandbech      | Jake Canter      |
| 06.03.2022 | Bakuriani        | Leon Vockensperger | Valentino Guseli    | Leon Gütl        |
| 19.03.2022 | Špindlerův Mlýn  | Tiarn Collins      | William Mathisen    | Luke Winkelmann  |
| 27.03.2022 | Silvaplana       | Marcus Kleveland   | Mons Røisland       | Valentino Guseli |

#### Big Air
| Datum      | Ort               | 1. Platz       | 2. Platz         | 3. Platz      |
| ---------- | ----------------- | -------------- | ---------------- | ------------- |
| 23.10.2021 | Chur              | Jonas Boesiger | Rene Rinnekangas | Sven Thorgren |
| 04.12.2021 | Steamboat Springs | Su Yiming      | Clemens Millauer | Mons Røisland |

## Frauen

### Weltcupwertungen

#### Parallelrennen
| Rang | Name                | Punkte |
| ---- | ------------------- | ------ |
| 01   | Ramona Hofmeister   | 557    |
| 02   | Julie Zogg          | 540    |
| 03   | Daniela Ulbing      | 508    |
| 04   | Tsubaki Miki        | 466    |
| 05   | Carolin Langenhorst | 370    |
| 06   | Ladina Jenny        | 362    |
| 07   | Sabine Schöffmann   | 349    |
| 08   | Julia Dujmovits     | 339    |
| 09   | Sofija Nadyrschina  | 320    |
| 10   | Melanie Hochreiter  | 283    |

| Rang | Name                | Punkte |
| ---- | ------------------- | ------ |
| 01   | Ramona Hofmeister   | 307    |
| 02   | Sofija Nadyrschina  | 291    |
| 03   | Daniela Ulbing      | 263    |
| 04   | Ladina Jenny        | 251    |
| 05   | Sabine Schöffmann   | 244    |
| 06   | Carolin Langenhorst | 241    |
| 07   | Tsubaki Miki        | 214    |
| 08   | Melanie Hochreiter  | 203    |
| 09   | Julia Dujmovits     | 202    |
| 10   | Julie Zogg          | 195    |

| Rang | Name                | Punkte |
| ---- | ------------------- | ------ |
| 01   | Julie Zogg          | 345    |
| 02   | Tsubaki Miki        | 252    |
| 03   | Ramona Hofmeister   | 250    |
| 04   | Daniela Ulbing      | 245    |
| 05   | Megan Farrell       | 152    |
| 06   | Julia Dujmovits     | 137    |
| 07   | Carolin Langenhorst | 129    |
| 08   | Ladina Jenny        | 111    |
| 09   | Sabine Schöffmann   | 105    |
| 10   | Nadya Ochner        | 084    |

#### Snowboardcross
| Rang | Name               | Punkte |
| ---- | ------------------ | ------ |
| 01   | Charlotte Bankes   | 669    |
| 02   | Michela Moioli     | 501    |
| 03   | Chloé Trespeuch    | 464    |
| 04   | Belle Brockhoff    | 280    |
| 07   | Audrey McManiman   | 275    |
| 06   | Pia Zerkhold       | 273    |
| 05   | Stacy Gaskill      | 254    |
| 09   | Faye Gulini        | 249    |
| 08   | Lindsey Jacobellis | 217    |
| 10   | Tess Critchlow     | 195    |

#### Freestyle
| Rang | Name              | Punkte |
| ---- | ----------------- | ------ |
| 01   | Kokomo Murase     | 456    |
| 02   | Anna Gasser       | 340    |
| 03   | Jasmine Baird     | 310    |
| 04   | Laurie Blouin     | 260    |
| 05   | Reira Iwabuchi    | 246    |
| 06   | Ariane Burri      | 226    |
| 07   | Cai Xuetong       | 216    |
| 08   | Melissa Peperkamp | 215    |
| 09   | Bianca Gisler     | 195    |
| 10   | Katie Ormerod     | 191    |

| Rang | Name              | Punkte |
| ---- | ----------------- | ------ |
| 01   | Cai Xuetong       | 216    |
| 02   | Sena Tomita       | 190    |
| 03   | Mitsuki Ono       | 175    |
| 04   | Queralt Castellet | 120    |
| 05   | Haruna Matsumoto  | 117    |
| 06   | Ruki Tomita       | 108    |
| 07   | Berenice Wicki    | 106    |
| 08   | Chloe Kim         | 100    |
| 09   | Elizabeth Hosking | 095    |
| 10   | Wu Shaotong       | 085    |

| Rang | Name              | Punkte |
| ---- | ----------------- | ------ |
| 01   | Kokomo Murase     | 320    |
| 02   | Laurie Blouin     | 240    |
| 03   | Jasmine Baird     | 210    |
| 04   | Ariane Burri      | 197    |
| 05   | Melissa Peperkamp | 195    |
| 06   | Anna Gasser       | 180    |
| 07   | Bianca Gisler     | 171    |
| 08   | Tess Coady        | 150    |
| 09   | Katie Ormerod     | 146    |
| 10   | Maria Hidalgo     | 137    |

| Rang | Name            | Punkte |
| ---- | --------------- | ------ |
| 01   | Anna Gasser     | 160    |
| 02   | Reira Iwabuchi  | 136    |
| 02   | Kokomo Murase   | 136    |
| 04   | Jasmine Baird   | 100    |
| 04   | Annika Morgan   | 100    |
| 06   | Brooke Voigt    | 074    |
| 07   | Haley Langland  | 050    |
| 08   | Miyabi Onitsuka | 048    |
| 09   | Katie Ormerod   | 045    |
| 09   | Enni Rukajärvi  | 045    |

### Wettbewerbe

#### Parallelrennen
| Datum      | Ort               | Disziplin             | 1. Platz                                                                   | 2. Platz                                                                   | 3. Platz                                                                   |
| ---------- | ----------------- | --------------------- | -------------------------------------------------------------------------- | -------------------------------------------------------------------------- | -------------------------------------------------------------------------- |
| 11.12.2021 | Bannoje           | Parallel-Riesenslalom | Sofija Nadyrschina                                                         | Ramona Hofmeister                                                          | Carolin Langenhorst                                                        |
| 12.12.2021 | Bannoje           | Parallelslalom        | Julie Zogg                                                                 | Tsubaki Miki                                                               | Anastassija Kurotschkina                                                   |
| 16.12.2021 | Carezza           | Parallel-Riesenslalom | Daniela Ulbing                                                             | Ester Ledecká                                                              | Ramona Hofmeister                                                          |
| 17.12.2021 | Cortina d’Ampezzo | Parallel-Riesenslalom | Ester Ledecká                                                              | Sofija Nadyrschina                                                         | Ladina Jenny                                                               |
| 08.01.2022 | Scuol             | Parallel-Riesenslalom | Sabine Schöffmann                                                          | Julie Zogg                                                                 | Ladina Jenny                                                               |
| 11.01.2022 | Bad Gastein       | Parallelslalom        | Daniela Ulbing                                                             | Ramona Hofmeister                                                          | Natalja Sobolewa                                                           |
| 14.01.2022 | Simonhöhe         | Parallel-Riesenslalom | Aleksandra Król                                                            | Julia Dujmovits                                                            | Melanie Hochreiter Sofija Nadyrschina                                      |
| 26.02.2022 | Moskau            | Parallelslalom        | Wettbewerb aufgrund des Russischen Überfalls auf die Ukraine 2022 abgesagt | Wettbewerb aufgrund des Russischen Überfalls auf die Ukraine 2022 abgesagt | Wettbewerb aufgrund des Russischen Überfalls auf die Ukraine 2022 abgesagt |
| 12.03.2022 | Piancavallo       | Parallelslalom        | Tsubaki Miki                                                               | Julie Zogg                                                                 | Ramona Hofmeister                                                          |
| 16.03.2022 | Rogla             | Parallel-Riesenslalom | Ramona Hofmeister                                                          | Tsubaki Miki                                                               | Michelle Dekker                                                            |
| 19.03.2022 | Berchtesgaden     | Parallelslalom        | Julie Zogg                                                                 | Megan Farrell                                                              | Ramona Hofmeister                                                          |

#### Snowboardcross
| Datum      | Ort                  | 1. Platz            | 2. Platz            | 3. Platz            |
| ---------- | -------------------- | ------------------- | ------------------- | ------------------- |
| 28.11.2021 | Secret Garden        | Eva Samková         | Charlotte Bankes    | Michela Moioli      |
| 10.12.2021 | Montafon             | Charlotte Bankes    | Belle Brockhoff     | Chloé Trespeuch     |
| 18.12.2020 | Cervinia             | Michela Moioli      | Faye Gulini         | Belle Brockhoff     |
| 08.01.2022 | Krasnojarsk          | Charlotte Bankes    | Chloé Trespeuch     | Lindsey Jacobellis  |
| 09.01.2022 | Krasnojarsk          | Charlotte Bankes    | Chloé Trespeuch     | Lindsey Jacobellis  |
| 22.01.2022 | Chiesa in Valmalenco | Wettbewerb abgesagt | Wettbewerb abgesagt | Wettbewerb abgesagt |
| 29.01.2022 | Cortina d’Ampezzo    | Michela Moioli      | Chloé Trespeuch     | Charlotte Bankes    |
| 26.02.2022 | Mont Sainte-Anne     | Wettbewerb abgesagt | Wettbewerb abgesagt | Wettbewerb abgesagt |
| 12.03.2022 | Reiteralm            | Charlotte Bankes    | Michela Moioli      | Audrey McManiman    |
| 20.03.2022 | Veysonnaz            | Charlotte Bankes    | Faye Gulini         | Manon Petit-Lenoir  |

#### Halfpipe
| Datum      | Ort              | 1. Platz    | 2. Platz    | 3. Platz          |
| ---------- | ---------------- | ----------- | ----------- | ----------------- |
| 11.12.2021 | Copper Mountain  | Cai Xuetong | Sena Tomita | Queralt Castellet |
| 08.01.2022 | Mammoth Mountain | Ruki Tomita | Cai Xuetong | Sena Tomita       |
| 15.01.2022 | Laax             | Chloe Kim   | Mitsuki Ono | Queralt Castellet |

#### Slopestyle
| Datum      | Ort              | 1. Platz       | 2. Platz             | 3. Platz      |
| ---------- | ---------------- | -------------- | -------------------- | ------------- |
| 01.01.2022 | Calgary          | Kokomo Murase  | Miyabi Onitsuka      | Laurie Blouin |
| 08.01.2022 | Mammoth Mountain | Jamie Anderson | Zoi Sadowski-Synnott | Kokomo Murase |
| 15.01.2022 | Laax             | Tess Coady     | Anna Gasser          | Annika Morgan |
| 06.03.2022 | Bakuriani        | Laurie Blouin  | Jasmine Baird        | Bianca Gisler |
| 19.03.2022 | Špindlerův Mlýn  | Kokomo Murase  | Jasmine Baird        | Ariane Burri  |
| 27.03.2022 | Silvaplana       | Anna Gasser    | Laurie Blouin        | Kokomo Murase |

#### Big Air
| Datum      | Ort               | 1. Platz       | 2. Platz    | 3. Platz      |
| ---------- | ----------------- | -------------- | ----------- | ------------- |
| 23.10.2021 | Chur              | Kokomo Murase  | Anna Gasser | Jasmine Baird |
| 04.12.2021 | Steamboat Springs | Reira Iwabuchi | Anna Gasser | Annika Morgan |

## Mixed-Team

### Parallelrennen
| Datum      | Ort           | Disziplin             | 1. Platz                                         | 2. Platz                                          | 3. Platz                                      |
| ---------- | ------------- | --------------------- | ------------------------------------------------ | ------------------------------------------------- | --------------------------------------------- |
| 12.01.2022 | Bad Gastein   | Parallelslalom        | Österreich 4Arvid Auner Julia Dujmovits          | Russland IIDmitri Karlagatschew Natalja Sobolewa  | DeutschlandElias Huber Ramona Hofmeister      |
| 15.01.2022 | Simonhöhe     | Parallel-Riesenslalom | Österreich 3Alexander Payer Sabine Schöffmann    | Deutschland 4Stefan Baumeister Melanie Hochreiter | SüdkoreaLee Sang-ho Jeong Hae-rim             |
| 13.03.2022 | Piancavallo   | Parallelslalom        | Österreich 2Benjamin Karl Daniela Ulbing         | Italien 1Edwin Coratti Nadya Ochner               | Österreich 3Alexander Payer Sabine Schöffmann |
| 20.03.2022 | Berchtesgaden | Parallelslalom        | Deutschland 9Stefan Baumeister Ramona Hofmeister | Österreich 3Alexander Payer Sabine Schöffmann     | Italien 5Maurizio Bormolini Elisa Caffont     |

### Snowboardcross
| Datum      | Ort              | 1. Platz                                | 2. Platz                          | 3. Platz                                  |
| ---------- | ---------------- | --------------------------------------- | --------------------------------- | ----------------------------------------- |
| 11.12.2021 | Montafon         | ItalienLorenzo Sommariva Michela Moioli | TschechienJan Kubičík Eva Samková | FrankreichQuentin Sodogas Chloé Trespeuch |
| 27.02.2022 | Mont Sainte-Anne | Wettbewerb abgesagt                     | Wettbewerb abgesagt               | Wettbewerb abgesagt                       |